# Chris Stamp
Christopher Thomas "Chris" Stamp (7. července 1942 – 24. listopadu 2012) byl britský hudební producent a manažer, známý především spoluprací s The Who nebo Jimim Hendrixem v šedesátých a sedmdesátých letech a jako spoluzakladatel nyní již zaniklého hudebního vydavatelství Track Records. Později se stal terapeutem se zaměřením na psychodrama působící v New Yorku.

## Diskografie
| Rok  | Album                                                  | Umělec       | Funkce                       |
| ---- | ------------------------------------------------------ | ------------ | ---------------------------- |
| 1968 | Magic Bus                                              | The Who      | Výkonný producent            |
| 1969 | Tommy                                                  | The Who      | Výkonný producent            |
| 1971 | Who's Next                                             | The Who      | Producent, výkonný producent |
| 1973 | Quadrophenia                                           | The Who      | Výkonný producent            |
| 1975 | Tommy (Original Soundtrack)                            | Různí umělci | Výkonný producent            |
| 1988 | This is My Generation                                  | The Who      | Výkonný producent            |
| 1988 | Who's Better, Who's Best                               | The Who      | Výkonný producent            |
| 1988 | Who's Better, Who's Best: The Videos                   | The Who      | Režisér, střih               |
| 2001 | Who's Next (Bonus tracks)                              | The Who      | Producent, výkonný producent |
| 2003 | No Thanks! The 70s Punk Rebellion                      | Různí umělci | Producent                    |
| 2003 | Tommy (Deluxe Edition)                                 | The Who      | Výkonný producent            |
| 2004 | Early Collection: Magic Bus/Meaty Beaty Big and Bouncy | The Who      | Výkonný producent            |
| 2004 | First Singles Box                                      | The Who      | Výkonný producent            |
| 2004 | Quick One (Bonus Tracks)                               | The Who      | Text na obalu                |
| 2004 | Tommy (DVD)                                            | The Who      | Výkonný producent            |

## Filmografie
| Rok  | Film                                                 | Žánr              | Funkce             |
| ---- | ---------------------------------------------------- | ----------------- | ------------------ |
| 1964 | Of Human Bondage                                     | Drama             | Asistent režie     |
| 1975 | Tommy                                                | Hudební drama     | Výkonný producent  |
| 1979 | Quadrophenia                                         | Hudební drama     | Konzultant scénáře |
| 1994 | Celebration: The Music of Pete Townshend and The Who | Dokumentární film | Producent          |
| 2006 | An Ox's Tale: The John Entwistle Story               | Dokumentární film | sám sebe           |
| 2007 | Amazing Journey: The Story of The Who                | Dokumentární film | sám sebe           |

## Vystoupení v televizi
- Chris Stamp se objevil v druhé epizodě dokumentárního seriálu BBC Pop Britannia, který byl původně vysílán v pátek 11. ledna 2008.

- Chris Stamp se objevil seriálu Behind The Music televize VH1 v epizodě o Keithi Moonovi.